# Thibaut Amani Danho
Thibaut Amani Danho, född 15 januari 1994, är en ivoriansk simmare.
Danho tävlade för Elfenbenskusten vid olympiska sommarspelen 2016 i Rio de Janeiro, där han blev utslagen i försöksheatet på 100 meter frisim.